# Xã Wheeling, Quận Rice, Minnesota
Xã Wheeling (tiếng Anh: Wheeling Township) là một xã thuộc quận Rice, tiểu bang Minnesota, Hoa Kỳ. Năm 2010, dân số của xã này là 551 người.